# Raivis Broks
Raivis Broks (Madona, 20 februari 1984) is een Lets bobsleeër. Hij vertegenwoordigde  tweemaal zijn vaderland op de Olympische Winterspelen.

## Carrière
Broks nam in 2010 deel aan de Olympische winterspelen in Vancouver. Het Letse viertal, bestaande uit Edgars Maskalāns, Mihails Arhipovs, Pāvels Tulubjevs en Broks eindigde op de 11e plaats in de viermansbob.
In 2014 nam Broks opnieuw deel aan de Olympische winterspelen in Sotsji. Aan de zijde van Vairis Leiboms, Helvijs Lūsis en Oskars Ķibermanis eindigde hij 14e in de viermansbob.

## Resultaten

### Olympische Winterspelen
| Jaar | Plaats    | Resultaten      | Bemanning                      |
| ---- | --------- | --------------- | ------------------------------ |
| 2010 | Vancouver | 11e Viermansbob | Maskalāns, Arhipovs, Tulubjevs |
| 2014 | Sotsji    | 14e Viermansbob | Ķibermanis, Lūsis, Leiboms     |

### Wereldkampioenschappen
| Jaar | Plaats       | Resultaten                      | Bemanning                              |
| ---- | ------------ | ------------------------------- | -------------------------------------- |
| 2008 | Altenberg    | 17e Tweemansbob 15e Viermansbob | Maskalāns Maskalāns, Kalnins, Rozītis  |
| 2009 | Lake Placid  | 27e Tweemansbob 16e Viermansbob | Maskalāns Maskalāns, Podnieks, Rozītis |
| 2011 | Königssee    | 15e Viermansbob                 | Melbārdis, Strenga, Arhipovs           |
| 2012 | Lake Placid  | 22e Tweemansbob                 | Žaļims                                 |
| 2013 | Sankt Moritz | 16e Viermansbob                 | Ķibermanis, Žaļims, Strenga            |